# Titularerzbistum Rhoina
Rhoina (ital.: Roina) ist ein Titularerzbistum der römisch-katholischen Kirche.
Es geht zurück auf ein früheres Bistum der gleichnamigen antiken Stadt in der römischen Provinz Pisidia bzw. Lycaonia in der südlichen Türkei.
| Titularerzbischöfe von Rhoina |                             |                                               |                 |                   |
| Nr.                           | Name                        | Amt                                           | von             | bis               |
| 1                             | Juan Landázuri Ricketts OFM | Koadjutorerzbischof von Lima (Peru)           | 18. Mai 1952    | 2. Mai 1955       |
| 2                             | Giuseppe De Nicola          | emeritierter Weihbischof in Neapel (Italien)  | 1957            | 16. Mai 1958      |
| 3                             | Oscar de Oliveira           | Koadjutorerzbischof von Mariana (Brasilien)   | 31. Januar 1959 | 25. April 1960    |
| 4                             | Ferdinand Périer SJ         | emeritierter Erzbischof von Kalkutta (Indien) | 12. August 1960 | 10. November 1968 |